# Turda
Turda (en hongrois Torda, en allemand Thorenburg, ancienne Potaissa dace) est une ville de Transylvanie en Roumanie, dans le județ de Cluj. Turda se trouve à 30 km au sud-est de Cluj-Napoca.

## Histoire
Les gisements de sel de Turda, exploités systématiquement au cours des siècles, se sont formés il y a 13,5 millions d'années au fond d'une mer peu profonde et dans un climat tropical. 
La ville romaine de Potaissa fut la garnison de la légion V Macedonica de 168 à 271. La cité reçut le statut de colonie romaine. La ville est aussi connue pour l'édit de tolérance entre catholiques et protestants émis en 1565 par le voïvode de Transylvanie, Jean-Sigismond Szapolyai, et qui n'a jamais été révoqué, mais au contraire élargi par les Habsbourg à tout leur empire en 1781.

## Démographie
Turda comptait 47 744 habitants en 2011, dont 77 % de Roumains, 8 % de Hongrois et 5 % de Roms.

## Transport
Turda est desservie par les routes E60 et E81 ainsi que par l'autoroute A3. La ville dispose aussi d'une gare de fret ferroviaire.
L'aéroport international de Cluj-Napoca se trouve à 30 km de Turda.

## Tourisme
- Mine de sel de Turda
- la station balnéaire avec ses lacs salés
- les gorges de Turda

## Personnalités
- Elek Csetri
- Júlia Sigmond

## Galerie

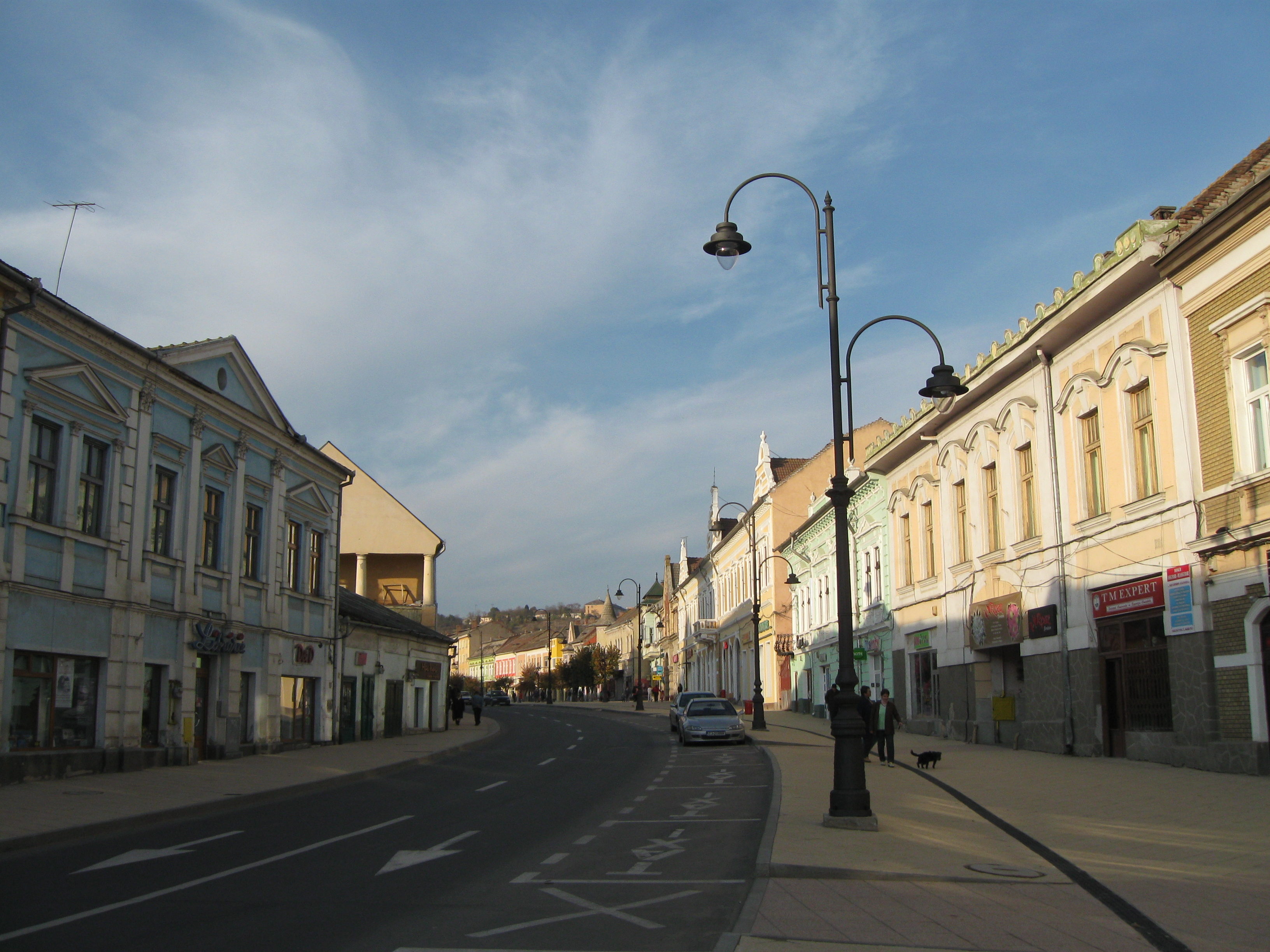
Centre-ville de Turda.
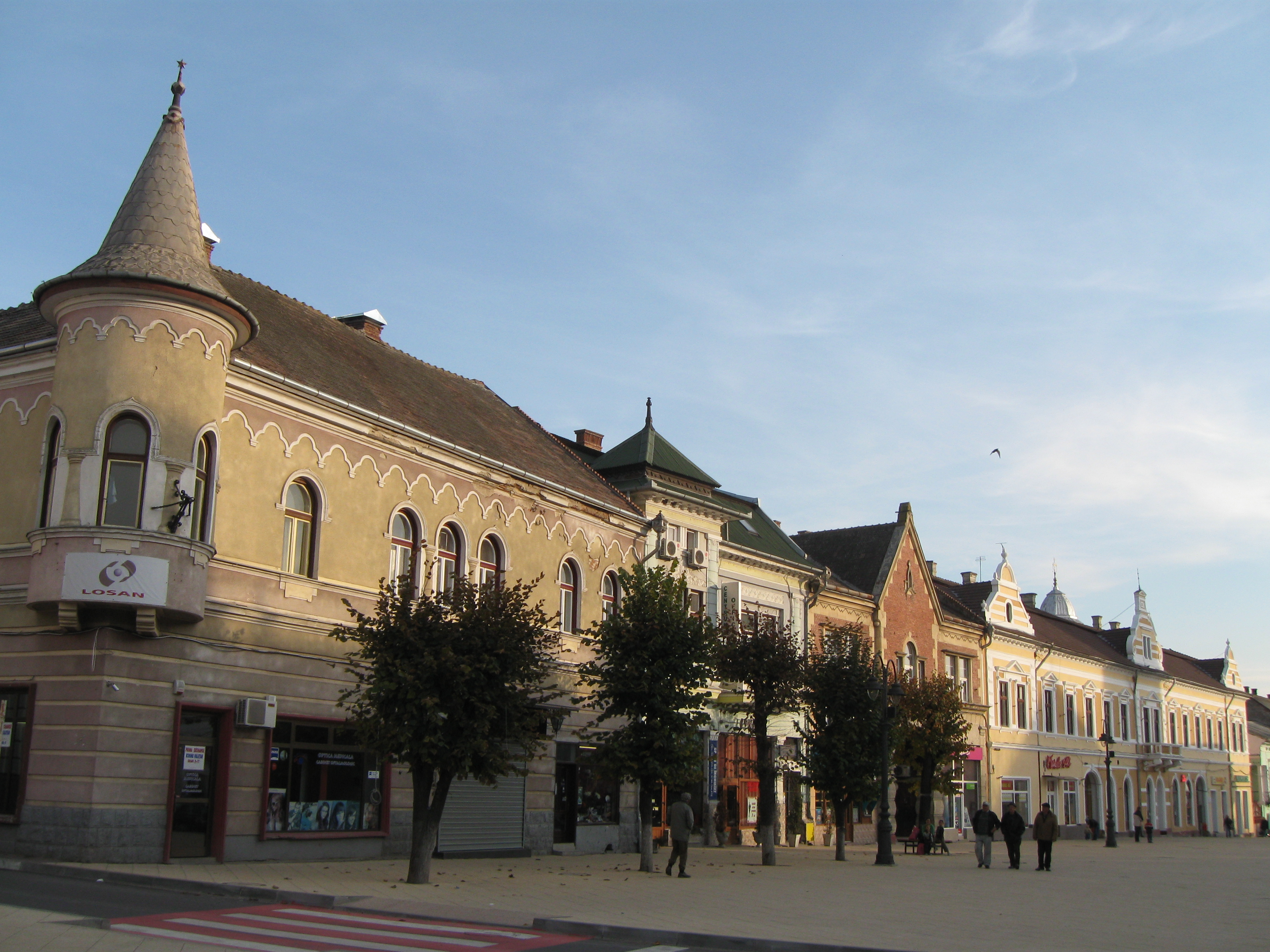
Centre-ville de Turda.
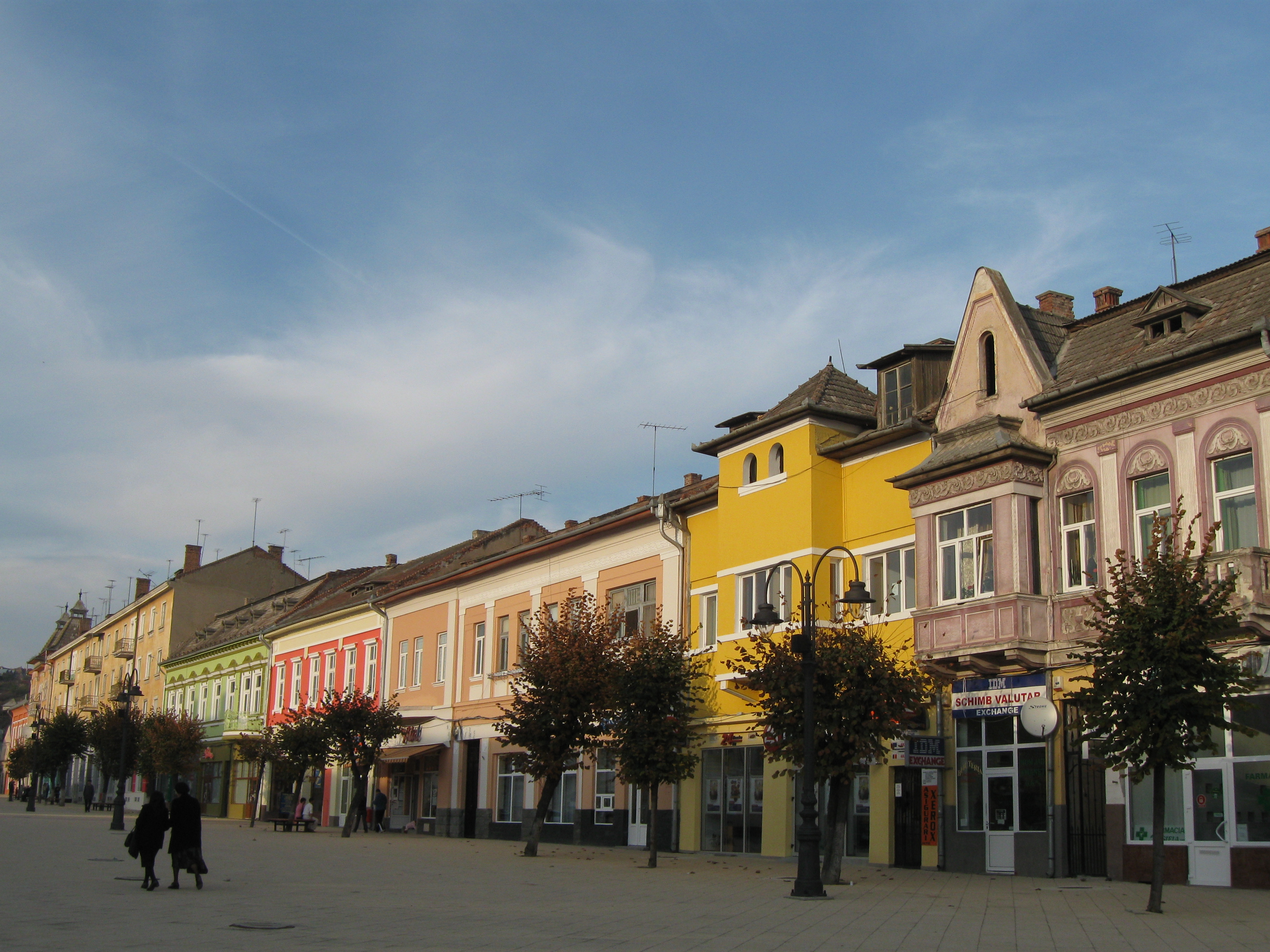
Centre-ville de Turda.
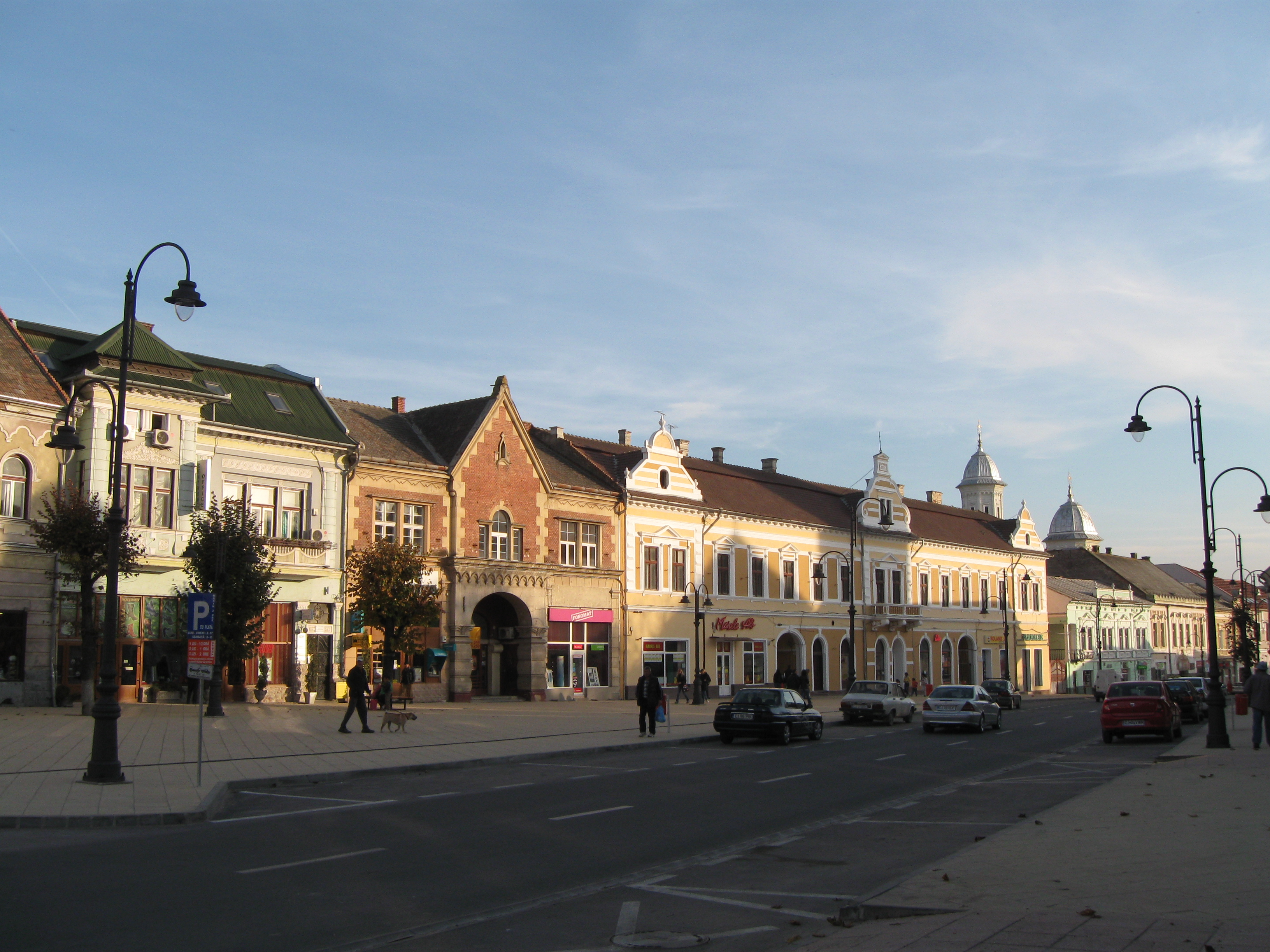
Centre-ville de Turda.
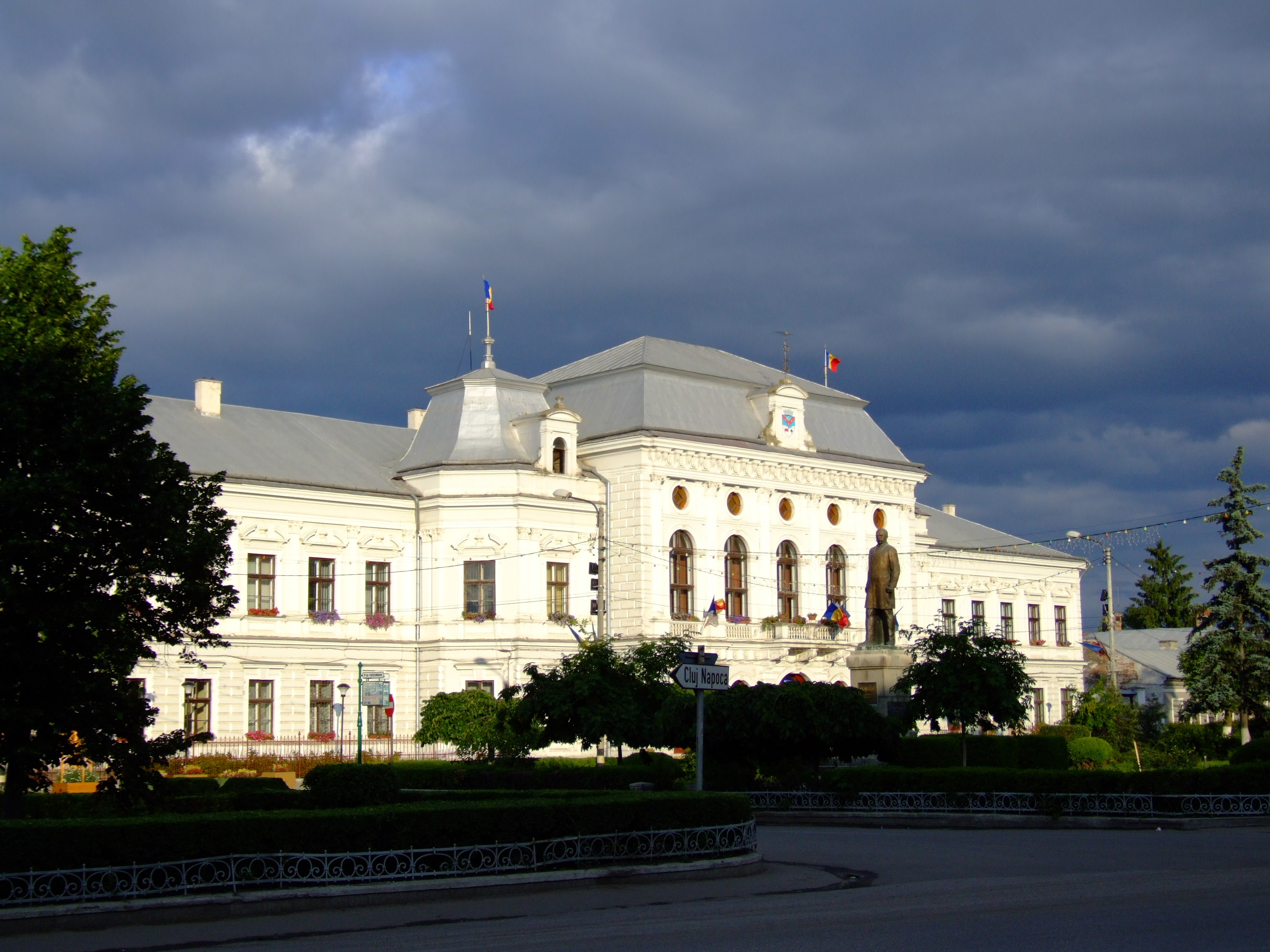
La mairie
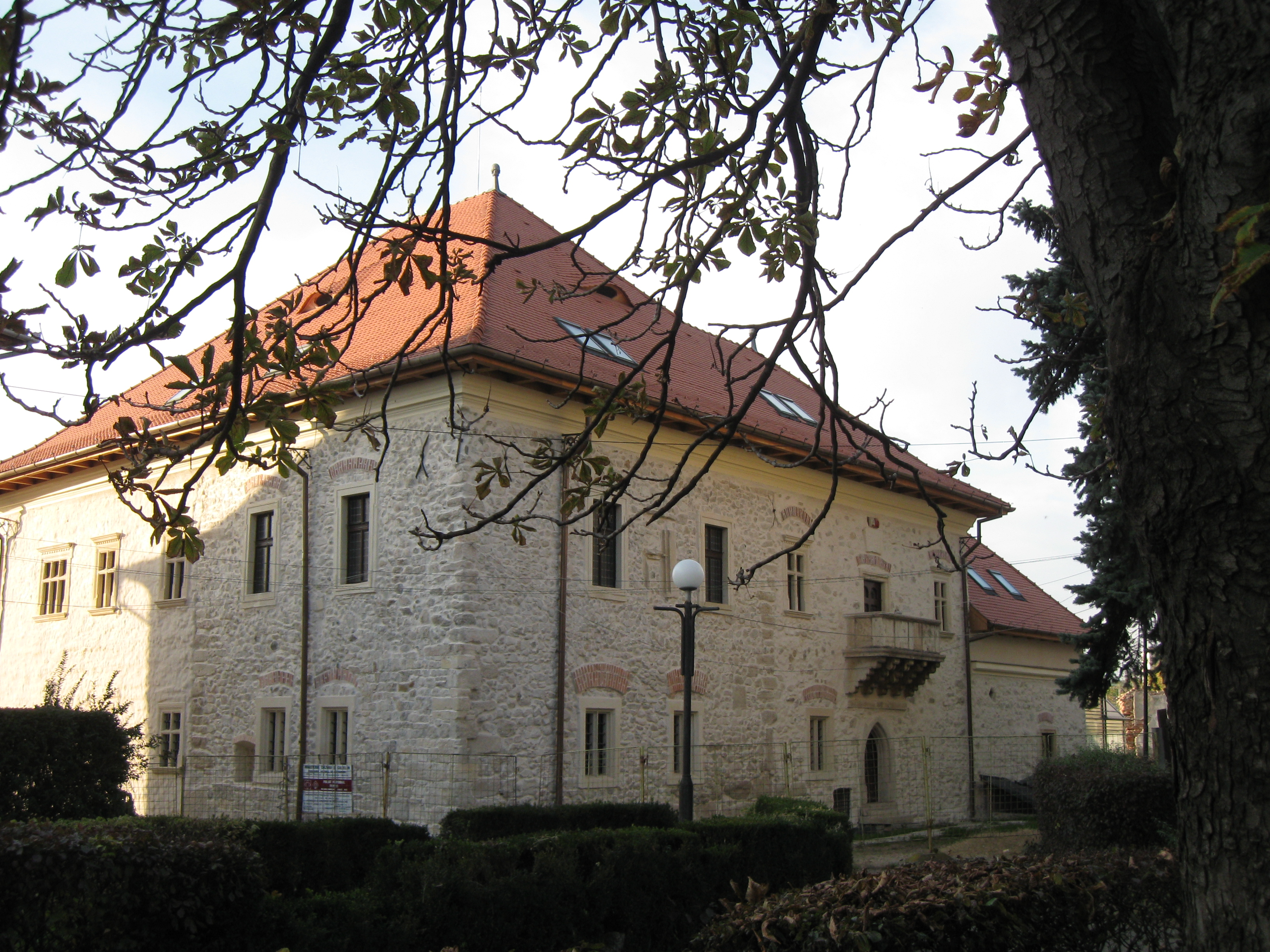
Turda - musée d'histoire (ancien palais des princes de Transylvanie).
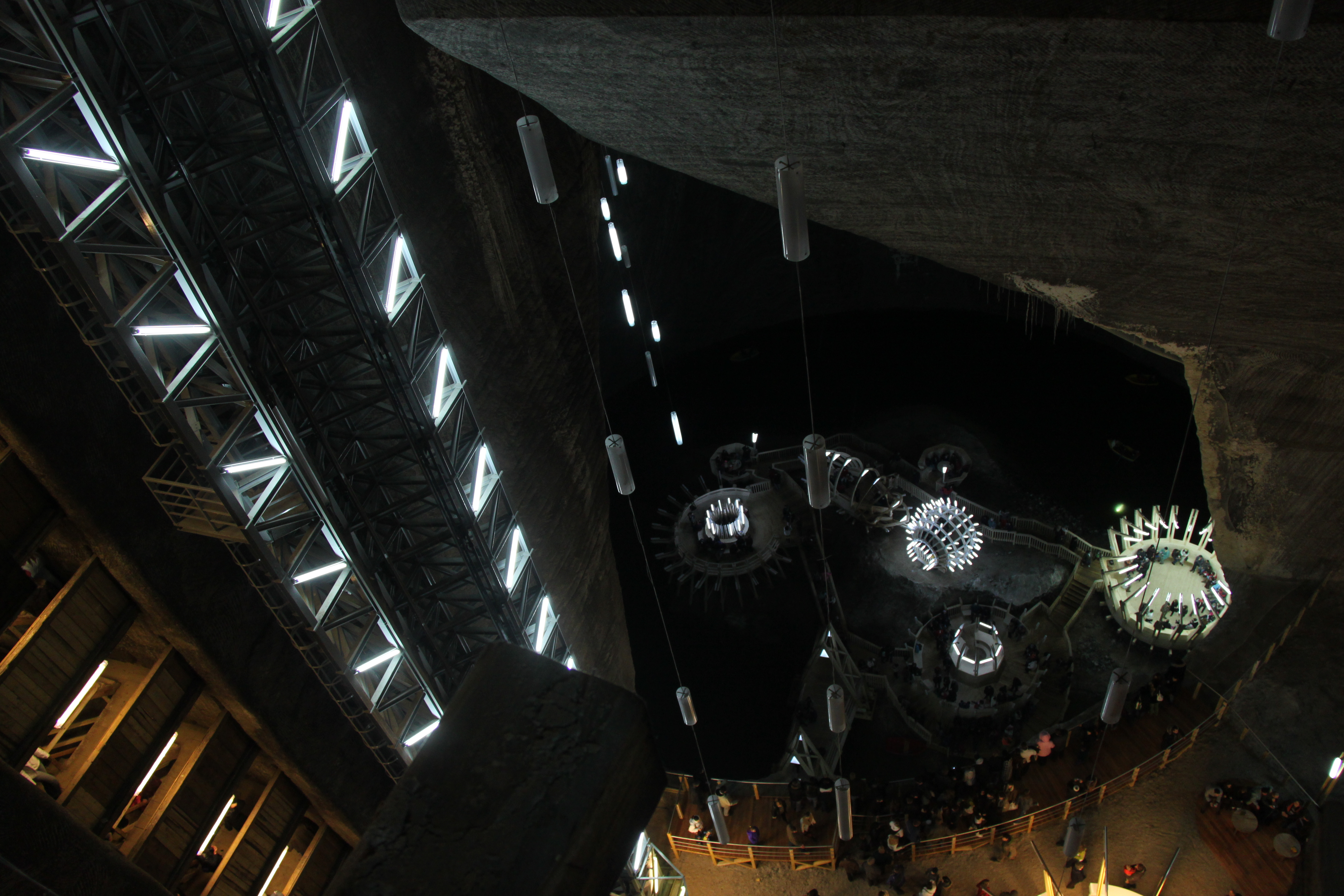
La mine de sel (vue de l'île centrale du lac de la salle Maria Tereza).
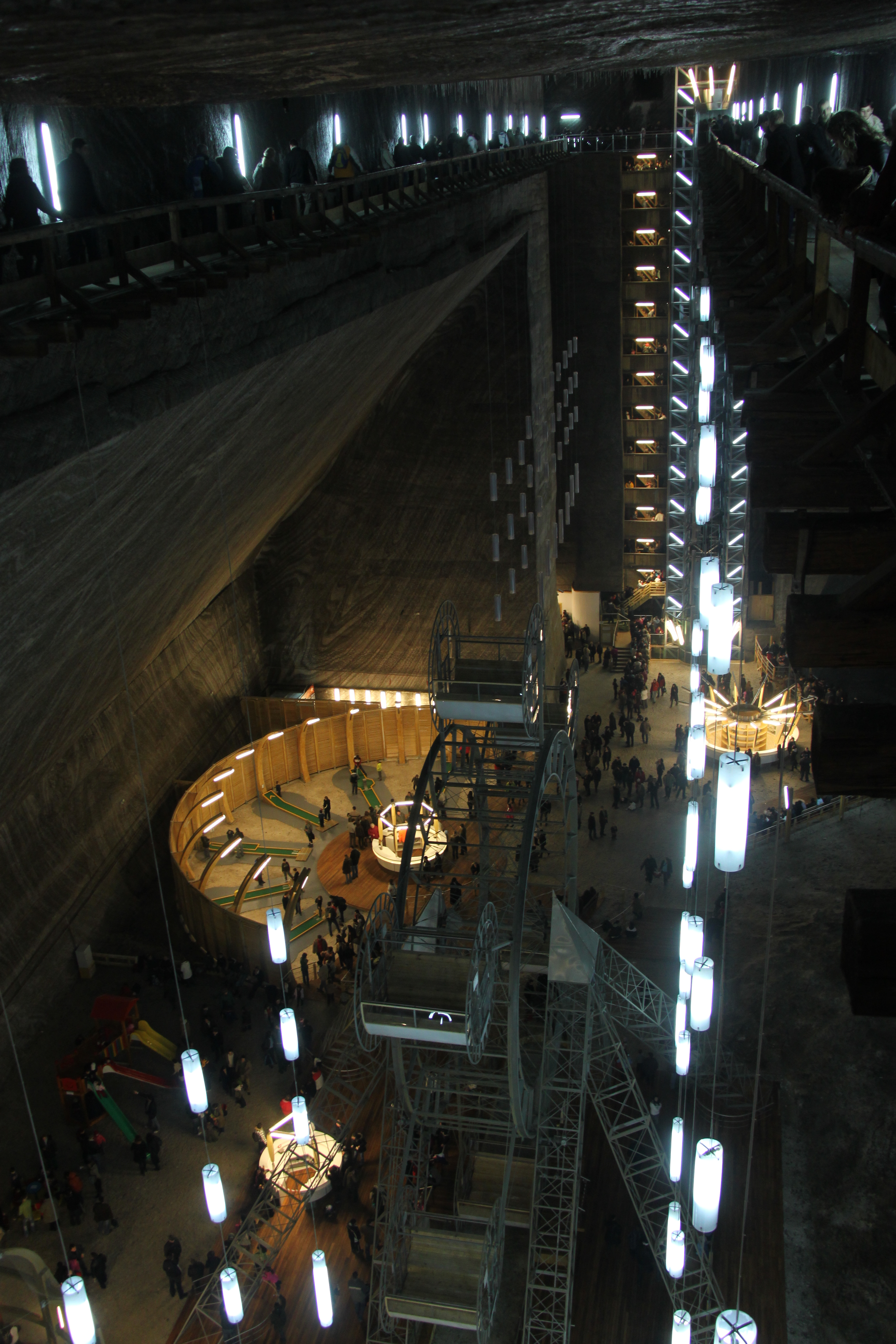
La mine de sel (vue d'ensemble de la grande salle Rudolf).
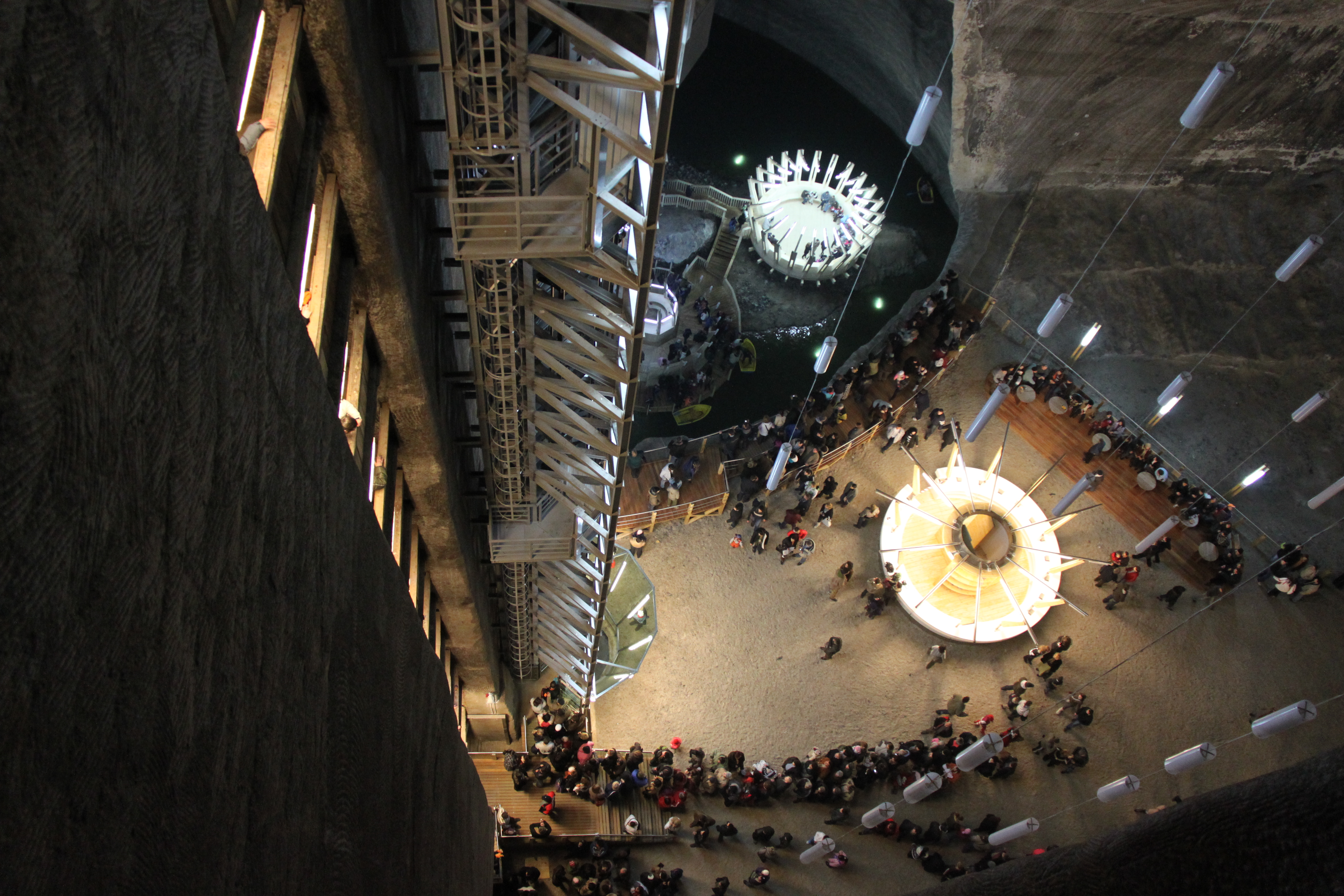
La mine de sel (le lac au fond de la salle Maria Tereza ; un coin de la grande salle Rudolf).
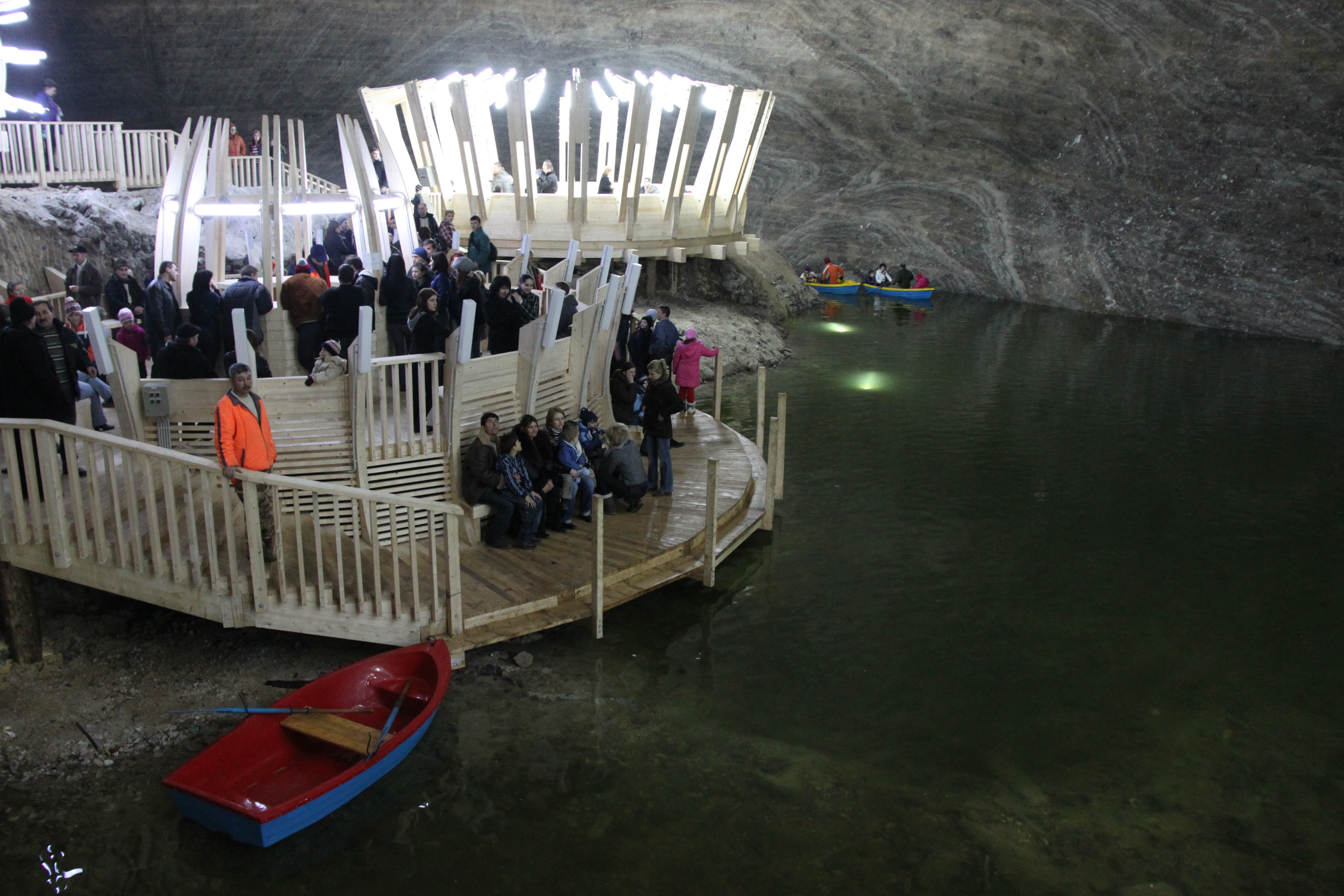
La mine de sel (le lac au fond de la salle Maria Tereza).
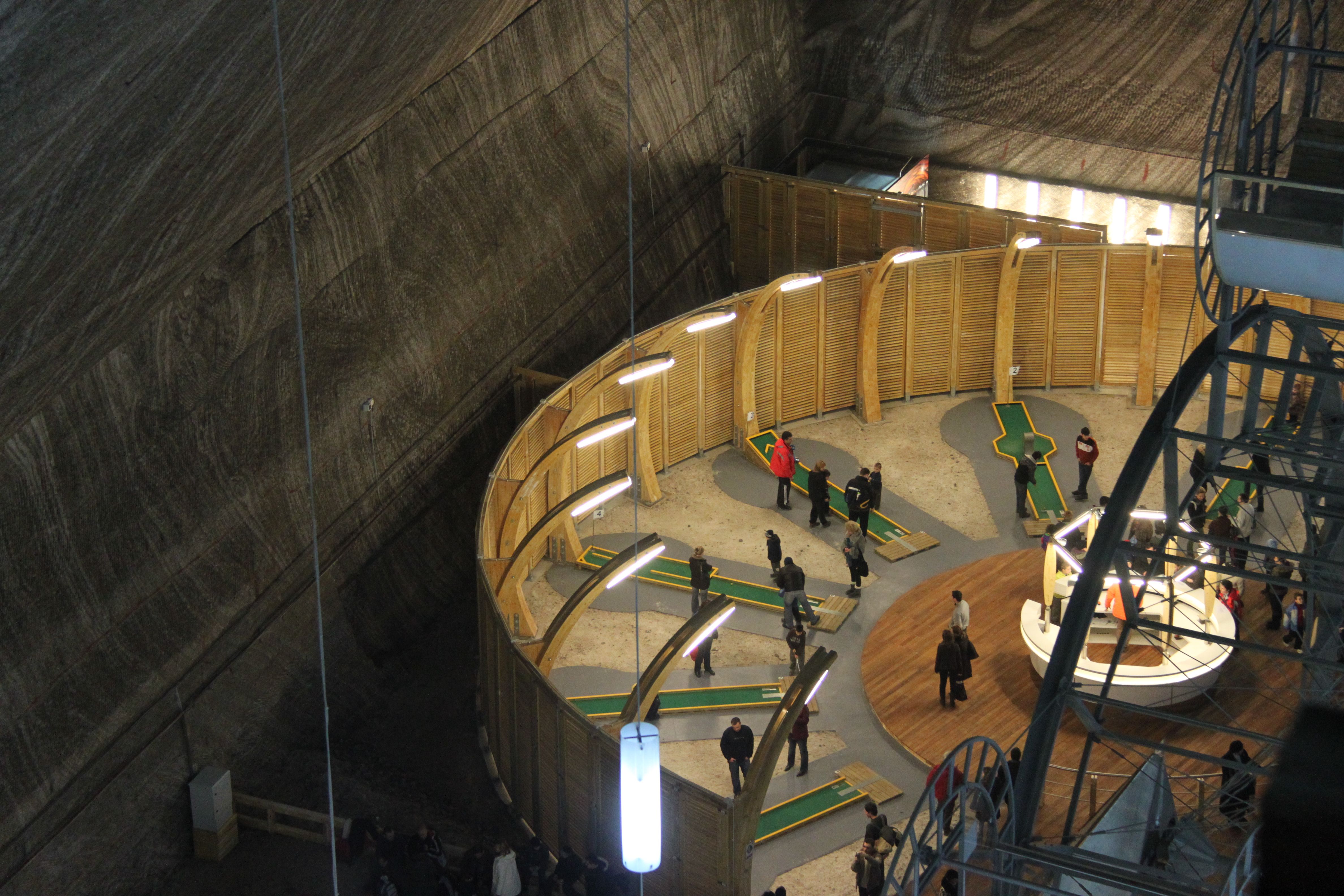
La mine de sel - salle Rudolf.
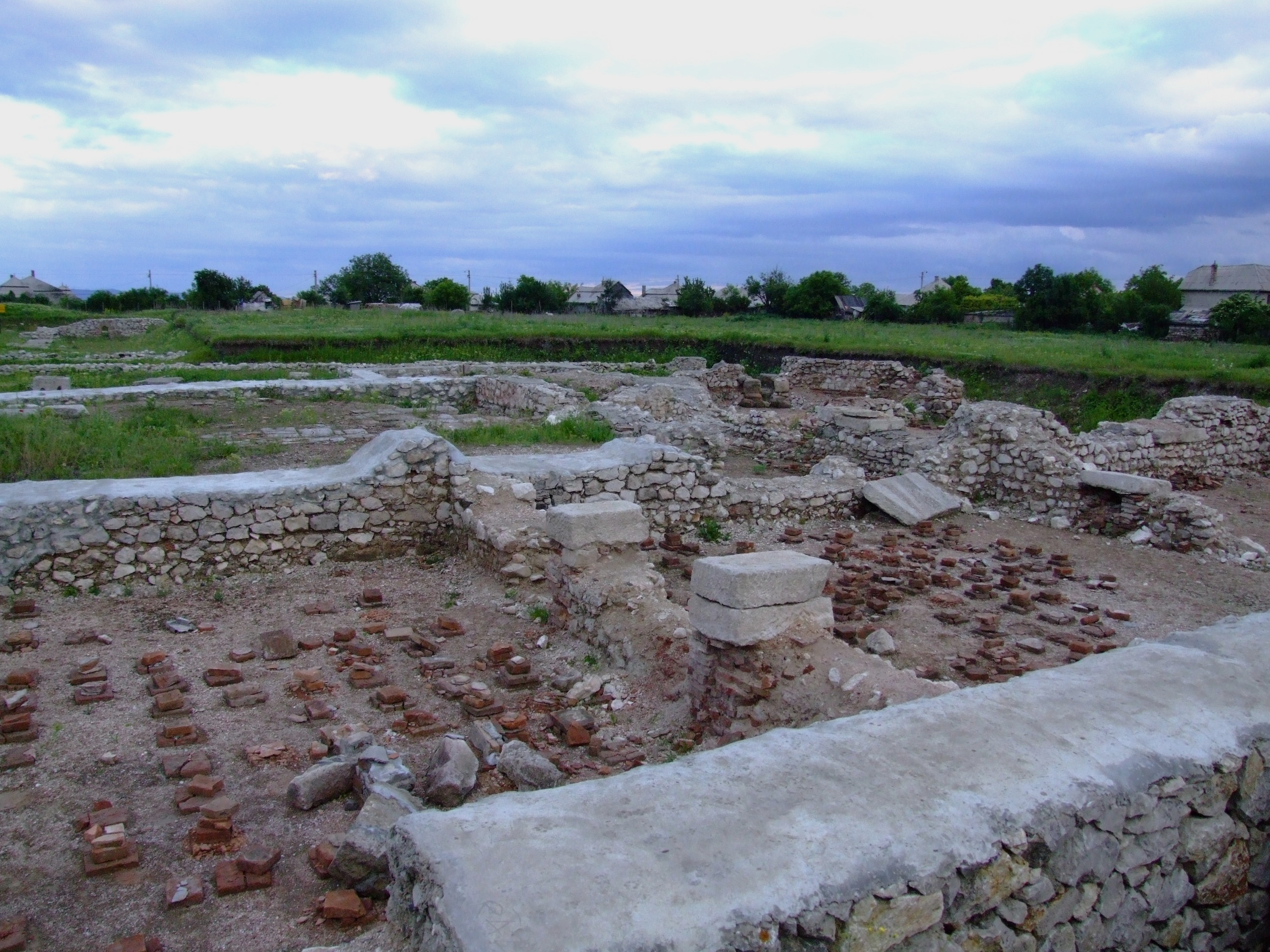
Ruines de thermes romains à Potaissa.

## Jumelage et coopération
La ville est jumelée avec sept autres villes à travers le continent européen :
- Angoulême (France) depuis 1994
- Hódmezővásárhely (Hongrie)
- Bihartorda (Hongrie)
- Torda (Serbie)
- Putten (Pays-Bas)
- Santa Susanna (Espagne)
- Szydłowiec (Pologne) depuis 2011